# 东满洲

中国东北地区的東清鐵路地图

东满洲，简称东满:106，主要是满洲国和第二次国共内战时期的用法，指满洲（中国东北）东部，与西满洲相对。
1905年，日本取得東清鐵路部分——南满铁路权益后，满洲由此分为南满洲、北满洲。后以東清鐵路以东为东满洲、以西为西满洲:106—107。1930年10月10日至1936年6月，中国共产党设有中共东满特别委员会（简称东满特委），辖延吉、珲春、和龙、汪清、敦化、安图、抚松、桦甸、额穆、长白等十个县。
1945年12月28日，毛泽东代表中共中央指示东北局在军事上“让开大路，占领两厢”。随着东北战事推进，东满洲、西满洲之名得到更为广泛的使用。1945年12月，即成立东满军区，管辖吉林、吉东、通化、辽北地区:106—107。东北局亦曾设立东满分局，下辖吉林分省委、吉东分省委、辽北分省委、通化分省委。